# Koalicja Konserwatywna
De Conservatieve Coalitie (KK) (Pools: Koalicja Konserwatywna) was een Poolse politieke partij in de jaren negentig.
De KK was geworteld in de Fractie van Democratisch Rechts binnen de Democratische Unie van oud-premier Tadeusz Mazowiecki. In 1992 trad een groot deel van deze groep uit de partij en richtte de Conservatieve Partij (Partia Konserwatywna, PK) op. Na de grote nederlaag van rechts bij de parlementsverkiezingen van 1993 ontstond er binnen deze partij een discussie over de verder te voeren koers. De voorzitter, Aleksander Hall, wilde toenadering zoeken tot de Democratische Unie en het Liberaal-Democratisch Congres; zijn tweede man, Kazimierz Michał Ujazdowski, sprak zich uit voor samenwerking met de meer confessioneel georiënteerde partijen Centrumalliantie (PC) en Christelijk-Nationale Unie (ZChN). In februari 1994 trad de groep rond Ujazdowski uit de partij en richtte de Conservatieve Coalitie (KK) op. In hetzelfde jaar maakte de KK deel uit van de rechtse alliantie Verbond voor Polen (Przymierze dla Polski), waartoe ook de PC, de ZChN, de RdR en de PSL-PL behoorden. Deze viel echter weer uiteen wegens onenigheid over de te steunen kandidaat bij de presidentsverkiezingen van 1995. In 1996 was de KK medeoprichter van Verkiezingsactie Solidariteit (AWS), wat de partij bij de parlementsverkiezingen van 1997 twee zetels in de Sejm bezorgde. In februari 1999 ging de KK op in de eerder opgerichte Conservatieve Volkspartij (SKL).